# Xavi Vierge
Xavier Vierge Zafra (Barcellona, 30 aprile 1997) è un pilota motociclistico spagnolo.

## Carriera

### Gli inizi
Corre in categorie nazionali, per poi passare alla categoria Moto3 del campionato spagnolo velocità, per poi passare alla categoria Moto2 nel 2015 (intanto il campionato ha acquisito lo status di competizione europea), finendo secondo con due vittorie e sei podi. Nello stesso anno debutta nella classe Moto2 del motomondiale, correndo sulla Tech 3 Mistral 610 a partire dal Gran Premio di Indianapolis al posto di Ricard Cardús, senza ottenere punti.

### Moto2
Nel 2016 corre nello stesso team, con compagno di squadra Isaac Viñales. Ottiene come miglior risultato un ottavo posto in Malesia e termina la stagione al 20º posto con 37 punti. Nel 2017 rimane nello stesso team, con compagno di squadra Remy Gardner. In questa stagione è costretto a saltare i Gran Premi di Olanda e Germania a causa di un infortunio alla mano sinistra rimediata nelle terze prove libere della prova olandese. Il suo posto in squadra, in occasione del successivo Gran Premio viene preso da Héctor Garzó. Il 15 ottobre, in occasione del Gran Premio del Giappone, ottiene il primo podio nel motomondiale giungendo secondo alle spalle di Álex Márquez. Conclude la stagione all'11º posto con 98 punti.

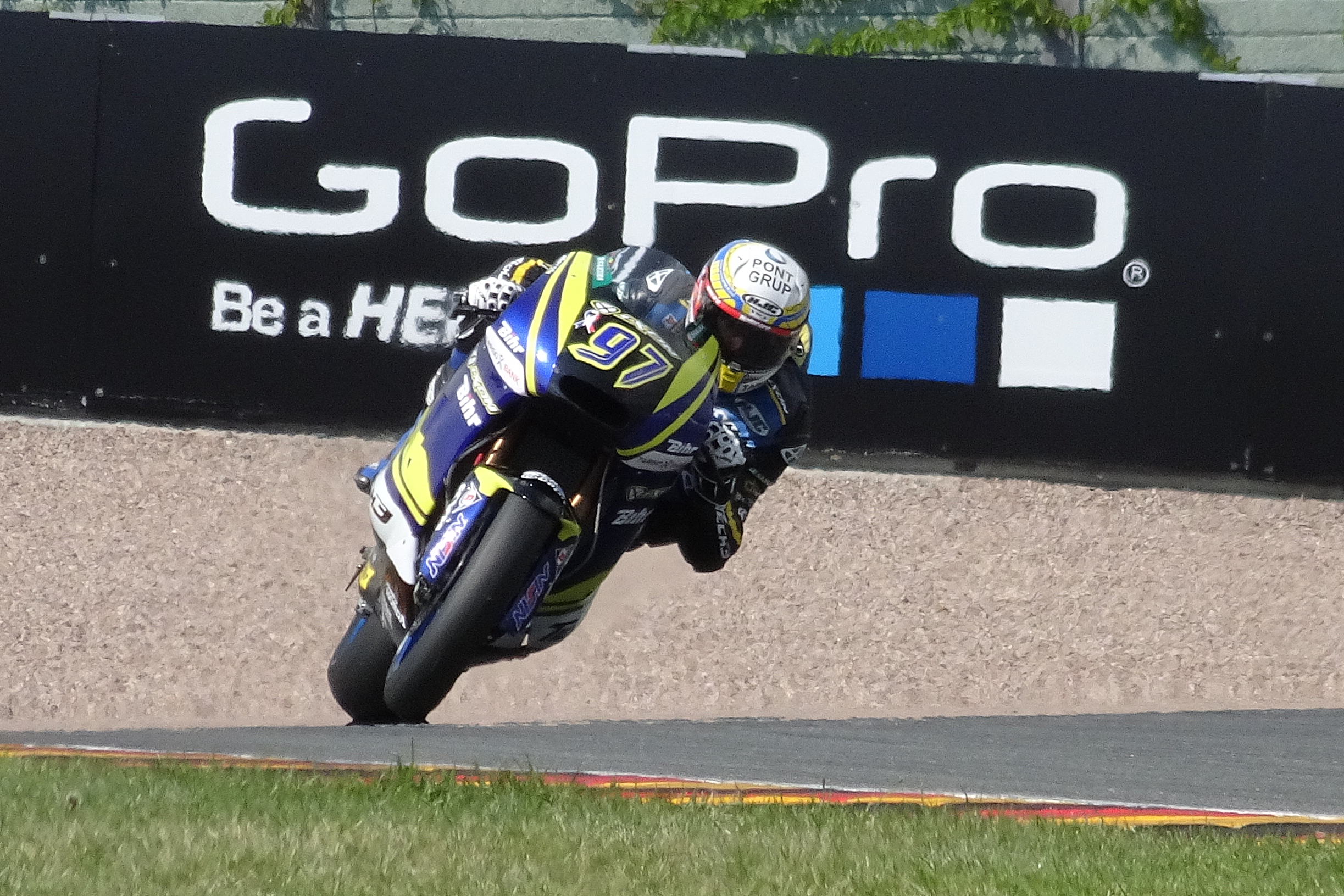
Viegre, alla guida della Mistral 610, in una fase di gara del 2016.

Nel 2018 passa alla guida della Kalex del team Dynavolt Intact GP, con compagno di squadra Marcel Schrötter. In occasione del Gran Premio d'Argentina ottiene la sua prima pole position nel contesto del motomondiale. Ottiene un terzo posto in Australia. Conclude la stagione all'11º posto con 131 punti. In questa stagione è costretto a saltare il Gran Premio d'Austria a causa della frattura del polso destro rimediata nelle qualifiche del GP.
Nel 2019 passa alla guida della Kalex del team Marc VDS Racing; il compagno di squadra è Álex Márquez. Ottiene un'altra pole position in Argentina, e un quarto posto in Malesia come miglior risultato in gara e termina la stagione al 13º posto con 81 punti. Nel 2020 passa al team Petronas Sprinta Racing, alla guida di una Kalex Moto2; il compagno di squadra è Jake Dixon. Ottiene una pole position nel Gran Premio d'Europa e un quarto posto nel Gran Premio di San Marino come miglior risultato e conclude la stagione al decimo posto con 79 punti. Nel 2021 rimane nello stesso team. Ottiene un terzo posto in Catalogna e chiude la stagione all'undicesimo posto con 93 punti.

### Mondiale Superbike
Per la stagione 2022, viene ufficializzato il suo passaggio nel mondiale superbike alla guida della Honda CBR1000 RR-R del Team HRC, il compagno di squadra è Iker Lecuona. Ottiene più di 150 punti classificandosi al decimo posto in campionato. Nel 2023 gareggia con la stessa squadra della stagione precedente. In occasione del Gran premio dell'Indonesia, col terzo posto in gara due, conquista il suo primo podio in Superbike. Termina il campionato confermandosi al decimo posto. Nel 2024 inizia il terzo anno con Honda in Superbike. Le prestazioni della CBR1000RR-R  migliorano nettamente a partire dal Gran Premio di Magny-Cours, in questo frangente lo spagnolo chiude quasi tutte le gare tra i primi dieci e conclude il campionato all'undicesimo posto.

## Risultati in gara

### Motomondiale
| 2015 | Classe | Moto   |  |  |  |  |  |  |  |  |  |     |     |    |    |    |     |    |    |    |  | Punti | Pos. |
| ---- | ------ | ------ |  |  |  |  |  |  |  |  |  | --- | --- | -- | -- | -- | --- | -- | -- | -- |  | ----- | ---- |
| 2015 | Moto2  | Tech 3 |  |  |  |  |  |  |  |  |  | Rit | Rit | 22 | 23 | 16 | Rit | 19 | 22 | 17 |  | 0     |      |

| 2016 | Classe | Moto   |     |    |    |     |    |     |    |    |     |    |    |    |    |    |    |    |   |    |  | Punti | Pos. |
| ---- | ------ | ------ | --- | -- | -- | --- | -- | --- | -- | -- | --- | -- | -- | -- | -- | -- | -- | -- | - | -- |  | ----- | ---- |
| 2016 | Moto2  | Tech 3 | Rit | 14 | 20 | Rit | 15 | Rit | 20 | 17 | Rit | 16 | 12 | 13 | 12 | 17 | 11 | 10 | 8 | 12 |  | 37    | 20º  |

| 2017 | Classe | Moto   |   |   |   |     |   |    |   |    |     |   |     |    |    |    |   |   |   |     |  | Punti | Pos. |
| ---- | ------ | ------ | - | - | - | --- | - | -- | - | -- | --- | - | --- | -- | -- | -- | - | - | - | --- |  | ----- | ---- |
| 2017 | Moto2  | Tech 3 | 9 | 5 | 9 | Rit | 9 | NP | 8 | NP | Inf | 5 | Rit | 12 | 14 | 14 | 2 | 5 | 8 | Rit |  | 98    | 11º  |

| 2018 | Classe | Moto  |   |   |     |   |   |   |   |     |   |   |    |    |    |     |    |   |   |    |     | Punti | Pos. |
| ---- | ------ | ----- | - | - | --- | - | - | - | - | --- | - | - | -- | -- | -- | --- | -- | - | - | -- | --- | ----- | ---- |
| 2018 | Moto2  | Kalex | 8 | 2 | Rit | 4 | 5 | 9 | 5 | Rit | 7 | 5 | NP | AN | 10 | Rit | 11 | 7 | 3 | 11 | Rit | 131   | 11º  |

| 2019 | Classe | Moto  |    |    |     |   |   |    |   |     |     |    |     |    |   |    |     |     |     |   |   | Punti | Pos. |
| ---- | ------ | ----- | -- | -- | --- | - | - | -- | - | --- | --- | -- | --- | -- | - | -- | --- | --- | --- | - | - | ----- | ---- |
| 2019 | Moto2  | Kalex | 10 | NP | Rit | 6 | 5 | 12 | 8 | Rit | Rit | 24 | Rit | 10 | 8 | 10 | Rit | Rit | Rit | 4 | 7 | 81    | 13º  |

| 2020 | Classe | Moto  |   |    |   |    |   |   |   |     |     |     |    |    |   |    |    |  |  |  |  | Punti | Pos. |
| ---- | ------ | ----- | - | -- | - | -- | - | - | - | --- | --- | --- | -- | -- | - | -- | -- |  |  |  |  | ----- | ---- |
| 2020 | Moto2  | Kalex | 9 | 10 | 8 | 12 | 5 | 6 | 4 | Rit | Rit | Rit | 16 | 12 | 9 | 13 | 10 |  |  |  |  | 79    | 10º  |

| 2021 | Classe | Moto  |     |   |   |   |     |     |   |     |   |   |    |   |     |   |   |     |     |   |  | Punti | Pos. |
| ---- | ------ | ----- | --- | - | - | - | --- | --- | - | --- | - | - | -- | - | --- | - | - | --- | --- | - |  | ----- | ---- |
| 2021 | Moto2  | Kalex | Rit | 9 | 7 | 6 | Rit | Rit | 3 | Rit | 8 | 9 | 14 | 8 | Rit | 8 | 8 | Rit | Rit | 6 |  | 93    | 11º  |

| Legenda | 1º posto        | 2º posto            | 3º posto            | A punti      | Senza punti        | Grassetto – Pole position Corsivo – Giro più veloce |
| Legenda | Gara non valida | Non qual./Non part. | Ritirato/Non class. | Squalificato | '-' Dato non disp. | Grassetto – Pole position Corsivo – Giro più veloce |

### Campionato mondiale Superbike
| 2022 | Moto  |   |   |   |    |    |   |   |     |   |   |   |     |    |    |    |    |    |   |    |     |     |    |   |   |   |    |   |   |   |   |   |   |   |   |   |     |  |  |  |  |  |  | Punti | Pos. |
| ---- | ----- | - | - | - | -- | -- | - | - | --- | - | - | - | --- | -- | -- | -- | -- | -- | - | -- | --- | --- | -- | - | - | - | -- | - | - | - | - | - | - | - | - | - | --- |  |  |  |  |  |  | ----- | ---- |
| 2022 | Honda | 7 | 9 | 8 | 11 | 12 | 9 | 5 | Rit | 9 | 7 | 4 | Rit | 13 | 15 | 13 | 15 | 10 | 7 | 13 | Rit | Rit | 12 | 7 | 6 | 8 | 10 | 8 | 9 | 8 | 6 | 6 | 9 | 7 | 8 | 8 | Rit |  |  |  |  |  |  | 164   | 10º  |

| 2023 | Moto  |   |    |    |   |   |   |    |   |     |   |   |   |    |   |   |    |    |     |    |    |    |    |     |   |    |   |   |    |   |   |    |   |    |    |    |    |  |  |  |  |  |  | Punti | Pos. |
| ---- | ----- | - | -- | -- | - | - | - | -- | - | --- | - | - | - | -- | - | - | -- | -- | --- | -- | -- | -- | -- | --- | - | -- | - | - | -- | - | - | -- | - | -- | -- | -- | -- |  |  |  |  |  |  | ----- | ---- |
| 2023 | Honda | 7 | 12 | 11 | 7 | 6 | 3 | 11 | 9 | Rit | 8 | 9 | 6 | 10 | 8 | 5 | 11 | 14 | Rit | 12 | 19 | 14 | 17 | Rit | 9 | 12 | 9 | 9 | 12 | 7 | 8 | 10 | 9 | 15 | 10 | 10 | 13 |  |  |  |  |  |  | 149   | 10º  |

| 2024 | Moto  |    |    |    |    |    |    |    |    |    |    |    |     |     |    |    |    |    |    |    |   |   |   |   |   |   |   |   |   |   |    |   |   |   |   |     |    |  |  |  |  |  |  | Punti | Pos. |
| ---- | ----- | -- | -- | -- | -- | -- | -- | -- | -- | -- | -- | -- | --- | --- | -- | -- | -- | -- | -- | -- | - | - | - | - | - | - | - | - | - | - | -- | - | - | - | - | --- | -- |  |  |  |  |  |  | ----- | ---- |
| 2024 | Honda | 10 | 12 | 13 | 14 | 15 | 14 | 10 | 12 | 10 | 16 | 13 | Rit | Rit | 15 | 15 | 14 | 11 | 11 | 13 | 7 | 9 | 7 | 5 | 7 | 6 | 8 | 8 | 8 | 9 | 10 | 8 | 7 | 6 | 7 | Rit | 13 |  |  |  |  |  |  | 137   | 11º  |

| 2025 | Moto  |    |    |    |   |   |     |   |     |    |   |   |   |   |   |     |    |    |   |    |    |    |   |   |   |  |  |  |  |  |  |  |  |  |  |  |  |  |  |  |  |  |  | Punti | Pos. |
| ---- | ----- | -- | -- | -- | - | - | --- | - | --- | -- | - | - | - | - | - | --- | -- | -- | - | -- | -- | -- | - | - | - |  |  |  |  |  |  |  |  |  |  |  |  |  |  |  |  |  |  | ----- | ---- |
| 2025 | Honda | 11 | 11 | 11 | 5 | 8 | Rit | 6 | Rit | 12 | 5 | 5 | 7 | 9 | 8 | Rit | 11 | 10 | 9 | 11 | 13 | 13 | 8 | 5 | 7 |  |  |  |  |  |  |  |  |  |  |  |  |  |  |  |  |  |  | 113   |      |

| Legenda | 1º posto        | 2º posto            | 3º posto           | A punti      | Senza punti        | Grassetto – Pole position Corsivo – Giro più veloce |
| Legenda | Gara non valida | Non qual./Non part. | Ritirato/Non class | Squalificato | '-' Dato non disp. | Grassetto – Pole position Corsivo – Giro più veloce |